# Anahita maolan
Anahita maolan är en spindelart som beskrevs av Zhu, Chen och Song 1999. Anahita maolan ingår i släktet Anahita och familjen Ctenidae. Inga underarter finns listade i Catalogue of Life.